# Lethocolea amplexifolia
Lethocolea amplexifolia là một loài rêu trong họ Acrobolbaceae. Loài này được Hampe ex Lehm. Grolle mô tả khoa học đầu tiên năm 1969.